# Саут-Бервік (Мен)
Саут-Бервік (англ. South Berwick) — місто (англ. town) в США, в окрузі Йорк штату Мен. Населення — 7467 осіб (2020).

## Демографія
Згідно з переписом 2010 року, у місті мешкало 7220 осіб у 2729 домогосподарствах у складі 1979 родин. Було 2911 помешкання
Расовий склад населення:
| - 97,5 % — білих - 0,8 % — азіатів - 0,2 % — корінних американців - 0,2 % — чорних або афроамериканців |

До двох чи більше рас належало 1,1 %. Частка іспаномовних становила 0,8 % від усіх жителів.
За віковим діапазоном населення розподілялося таким чином: 26,6 % — особи молодші 18 років, 63,3 % — особи у віці 18—64 років, 10,1 % — особи у віці 65 років та старші. Медіана віку мешканця становила 40,5 року. На 100 осіб жіночої статі у місті припадало 97,5 чоловіків;  на 100 жінок у віці від 18 років та старших — 96,3 чоловіків також старших 18 років.
Середній дохід на одне домашнє господарство  становив 100 695 доларів США (медіана — 88 438), а середній дохід на одну сім'ю — 115 553 долари (медіана — 106 406). Медіана доходів становила 57 333 долари для чоловіків та 41 424 долари для жінок. За межею бідності перебувало 5,6 % осіб, у тому числі 5,1 % дітей у віці до 18 років та 6,4 % осіб у віці 65 років та старших.
Цивільне працевлаштоване населення становило 4451 особа. Основні галузі зайнятості: освіта, охорона здоров'я та соціальна допомога — 28,5 %, виробництво — 12,8 %, науковці, спеціалісти, менеджери — 12,0 %.